# Ambigram
Ambigram je grafična upodobitev besedila, ki je enaka svoji zrcalni ali pa zavrteni sliki. Besedilo običajno ni palindrom, čeprav seveda lahko je.
Besedo ambigram je prvi uporabil Douglas R. Hofstadter. Ambigrami v angleščini se pojavljajo tudi v romanu Angeli in demoni Dana Browna. Prva britanska izdaja je imela ambigram na naslovnici.

## Logotipi ambigrami
Ambigrami so pogosto uporabljeni v logotipih. Nekaj znanih primerov:
- ABBA
- GEB: Gödel, Escher, Bach, knjiga Douglasa Hofstadterja
- GOES, Nasin satelit
- Sun: podjetje Sun Microsystems
- Iluminati